# Ежевика разрезная
Ежеви́ка разрезна́я (лат. Rúbus laciniátus) — вид растений из рода Рубус семейства Розовые (Rosaceae). Один из многочисленных видов, относимых к Rubus fruticosus в широком смысле.

## Ботаническое описание
Стебель угловатый, толстый, крепкий, ветвистый, покрытый плоскими изогнутыми шипами серповидной формы, достигающий 1,2—3 м в длину.
Листья состоят из трёх—пяти листочков, каждый из которых также разделён на многочисленные продолговатые зубчатые сегменты.
Цветки белые или розоватые, около 2,5 см в диаметре. Чашечка из пяти чашелистиков, покрытых беловатым опушением. Лепестки обратнояйцевидной формы, около 9,5 мм длиной.
Плод около 1,2 см в диаметре, при созревании чёрного цвета. Семена широкояйцевидные, сетчатые, бледно-фиолетовые, 2,7—3,3×2,1—2,8 мм.
Набор хромосом — 2n = 28.

## Ареал
Родина ежевики разрезной не установлена. Предположительно, это — мутация Rubus nemoralis, возникшая в Англии в XVIII веке, в естественных условиях до этого времени не известна. Часто дичает, натурализовалась по всей Европе, является инвазивным видом в Северной Америке и Австралии.

## Значение
С конца XVIII века выращивается в качестве плодового растения. В промышленных масштабах культивируется химерная мутация ежевики разрезной, лишённая шипов. До XIX века нередко использовалась в качестве почвопокровного растения.

## Таксономия

### Синонимы
- Rubus bifrons var. laciniatus (Weston) Dalla Torre & Sarnth., 1909
- Rubus corylifolius var. laciniatus (Weston) Wallr., 1822
- Rubus fruticosus var. laciniatus Weston, 1770
- Rubus vulgaris f. laciniatus (Weston) Frid., 1914
- Rubus vulgaris var. laciniatus (Weston) Dippel, 1893